# IC 555
IC 555 — галактика типу S0 (спіральна галактика) у сузір'ї Лев.
Цей об'єкт міститься в оригінальній редакції індексного каталогу.